# Alexander O'Neal
Alexander O'Neal (nascido em 15 de Novembro de 1953), é um cantor de R&B americano, compositor e arranjador de Minneapolis, Minnesota. Em sua carreira de mais de 30 anos, O'Neal é um realizado de soul e rhythm and blues. O'Neal ganhou destaque no meio dos anos 1980 como um cantor solo, lançando 14 singles que chegaram as paradas de 40 melhores no Reino Unido durante os anos 1980 e 1990. Seus singles solo, as vezes lidando com amor perdido incluindo "If You Were Here Tonight", "Fake", "Criticize", "The Lovers", "(What Can I Say) To Make You Love Me", "The Christmas Song", "All True Man", "Love Makes No Sense", "In the Middle" e "What's Missing". Ele é conhecido por seus duetos com sua ex-colega de gravadora Cherrelle, como "Saturday Love" e "Never Knew Love Like This".
Nascido em Natchez, Mississippi, frequentou a Alcorn State University após o colégio. Aos 20 anos, ele se mudou para Minneapolis, onde cantou com várias bandas, incluindo The Mystics e Wynd Chymes. Ele se tornou membro da banda Enterprise por um breve período antes de se juntar a Flyte Tyme, uma banda que incluia Monte Moir e Jimmy Jam and Terry Lewis.
O'Neal lançou seu álbum de estreia, o homônimo Alexander O'Neal em 1985. Desde então, ele já lançou oito álbuns de estúdio, seis coletâneas e um álbum ao vivo.

## Discografia

### Álbuns de estúdio
| Ano                                                                                       | Título                          | Pico | Pico   | Pico | Pico | Pico | Pico | Pico | Pico | Pico | Pico | Certificações                | Gravadora |
| Ano                                                                                       | Título                          | US   | US R&B | AUS  | AUT  | GER  | NLD  | NZ   | NOR  | SWE  | UK   | Certificações                | Gravadora |
| ----------------------------------------------------------------------------------------- | ------------------------------- | ---- | ------ | ---- | ---- | ---- | ---- | ---- | ---- | ---- | ---- | ---------------------------- | --------- |
| 1985                                                                                      | Alexander O'Neal                | 92   | 21     | —    | —    | —    | 72   | —    | —    | —    | 19   | - UK: Ouro                   | Tabu      |
| 1987                                                                                      | Hearsay                         | 29   | 2      | 94   | 22   | 22   | 26   | 47   | 18   | 13   | 4    | - EUA: Ouro - UK: 3× Platina | Tabu      |
| 1988                                                                                      | My Gift to You                  | 149  | 54     | —    | —    | —    | —    | —    | —    | 26   | 53   |                              | Tabu      |
| 1991                                                                                      | All True Man                    | 49   | 3      | —    | —    | 36   | 26   | —    | —    | 20   | 2    | - EUA: Ouro - UK: Ouro       | Tabu      |
| 1993                                                                                      | Love Makes No Sense             | 89   | 18     | —    | —    | —    | 45   | —    | —    | 49   | 14   |                              | Tabu      |
| 1996                                                                                      | Lovers Again                    | —    | —      | —    | —    | 63   | —    | —    | —    | —    | —    |                              | One World |
| 2002                                                                                      | Saga of a Married Man           | —    | —      | —    | —    | —    | —    | —    | —    | —    | —    |                              | Eagle     |
| 2008                                                                                      | Alex Loves...                   | —    | —      | —    | —    | —    | —    | —    | —    | —    | 49   |                              | EMI       |
| 2010                                                                                      | Five Questions: The New Journey | —    | —      | —    | —    | —    | —    | —    | —    | —    | —    |                              | CC Ent.   |
| "—" denota uma gravação que não entrou nas paradas ou não foi lançado naquele território. |                                 |      |        |      |      |      |      |      |      |      |      |                              |           |

### Álbuns ao vivo
- Live at the Hammersmith Apollo - London (2005, Eminence)

### Compilações
| 1987                                                                                      | All Mixed Up                                                  | 185 | 67 | —  |            | Tabu |
| 1992                                                                                      | Twelve Inch Mixes                                             | —   | —  | —  |            | Tabu |
| 1992                                                                                      | This Thing Called Love: The Greatest Hits of Alexander O'Neal | —   | 89 | 4  | - UK: Ouro | Tabu |
| 1995                                                                                      | The Best of Alexander O'Neal                                  | —   | 76 | —  |            | Tabu |
| 2004                                                                                      | Greatest Hits                                                 | —   | 59 | 12 | - UK: Ouro | Tabu |
| 2011                                                                                      | Icon                                                          | —   | 71 | —  |            | Tabu |
| "—" denota uma gravação que não entrou nas paradas ou não foi lançado naquele território. |                                                               |     |    |    |            |      |

### Singles
| Ano                                                                                       | Título                                            | Pico | Pico   | Pico   | Pico | Pico | Pico | Pico | Pico | Pico | Pico | Pico | Álbum                              |
| Ano                                                                                       | Título                                            | US   | US R&B | US Dan | BEL  | GER  | IRE  | NLD  | NZ   | NOR  | SWI  | UK   | Álbum                              |
| ----------------------------------------------------------------------------------------- | ------------------------------------------------- | ---- | ------ | ------ | ---- | ---- | ---- | ---- | ---- | ---- | ---- | ---- | ---------------------------------- |
| 1985                                                                                      | "Innocent"                                        | 101  | 11     | —      | —    | —    | —    | —    | —    | —    | —    | —    | Alexander O'Neal                   |
| 1985                                                                                      | "If You Were Here Tonight"                        | —    | 17     | —      | —    | —    | 20   | —    | 42   | —    | —    | 13   | Alexander O'Neal                   |
| 1985                                                                                      | "A Broken Heart Can Mend"                         | —    | 62     | —      | —    | —    | —    | —    | —    | —    | —    | 53   | Alexander O'Neal                   |
| 1985                                                                                      | "Saturday Love" (com Cherrelle)                   | 26   | 2      | 13     | —    | —    | 7    | —    | 4    | —    | —    | 6    | High Priority (álbum de Cherrelle) |
| 1986                                                                                      | "What's Missing"                                  | —    | 8      | 40     | —    | —    | —    | —    | —    | —    | —    | 90   | Alexander O'Neal                   |
| 1986                                                                                      | "You Were Meant to Be My Lady (Not My Girl)"      | —    | —      | —      | —    | —    | —    | —    | —    | —    | —    | 98   | Alexander O'Neal                   |
| 1987                                                                                      | "Fake"                                            | 25   | 1      | 7      | 15   | 17   | —    | 20   | 16   | —    | 22   | 33   | Hearsay                            |
| 1987                                                                                      | "Criticize"                                       | 70   | 4      | 21     | 31   | 24   | 14   | 17   | 40   | 10   | —    | 4    | Hearsay                            |
| 1988                                                                                      | "Never Knew Love Like This" (com Cherrelle)       | 28   | 2      | —      | 24   | 49   | —    | 24   | —    | —    | —    | 26   | Hearsay                            |
| 1988                                                                                      | "The Lovers"                                      | —    | 41     | —      | —    | —    | —    | —    | —    | —    | —    | 28   | Hearsay                            |
| 1988                                                                                      | "(What Can I Say) To Make You Love Me"            | —    | 68     | 32     | —    | —    | —    | —    | —    | —    | —    | 27   | Hearsay                            |
| 1988                                                                                      | "Fake '88"                                        | —    | —      | —      | —    | —    | 23   | —    | —    | —    | —    | 16   | All Mixed Up                       |
| 1988                                                                                      | "The Christmas Song"/"Thank You for a Good Year"  | —    | —      | —      | —    | —    | 24   | —    | —    | —    | —    | 30   | My Gift to You                     |
| 1988                                                                                      | "Our First Christmas"                             | —    | —      | —      | —    | —    | —    | —    | —    | —    | —    | —    | My Gift to You                     |
| 1989                                                                                      | "Hearsay'89"                                      | —    | —      | —      | —    | —    | —    | —    | —    | —    | —    | 56   | All Mixed Up                       |
| 1989                                                                                      | "Sunshine and Rain"                               | —    | —      | —      | —    | —    | —    | —    | —    | —    | —    | 72   | Hearsay                            |
| 1989                                                                                      | "Hit Mix (Official Bootleg Mega-Mix)"             | —    | —      | —      | —    | 43   | 24   | —    | —    | —    | —    | 19   | Apenas single                      |
| 1990                                                                                      | "Saturday Love" (Feelin' Luv Mix) (com Cherrelle) | —    | —      | —      | —    | —    | —    | —    | —    | —    | —    | 55   | Apenas single                      |
| 1991                                                                                      | "All True Man"                                    | 43   | 5      | —      | —    | —    | —    | 20   | —    | —    | —    | 18   | All True Man                       |
| 1991                                                                                      | "What Is This Thing Called Love?"                 | —    | 21     | 10     | —    | —    | —    | 81   | —    | —    | —    | 53   | All True Man                       |
| 1991                                                                                      | "Shame on Me"                                     | —    | —      | —      | —    | —    | —    | —    | —    | —    | —    | 71   | All True Man                       |
| 1991                                                                                      | "The Yoke (G.U.O.T.R.)"                           | —    | 73     | —      | —    | —    | —    | —    | —    | —    | —    | —    | All True Man                       |
| 1992                                                                                      | "Sentimental"                                     | —    | —      | —      | —    | —    | —    | —    | —    | —    | —    | 53   | All True Man                       |
| 1993                                                                                      | "Love Makes No Sense"                             | 108  | 13     | 45     | —    | —    | —    | —    | —    | —    | —    | 26   | Love Makes No Sense                |
| 1993                                                                                      | "In the Middle"                                   | —    | 26     | —      | —    | —    | —    | —    | —    | —    | —    | 32   | Love Makes No Sense                |
| 1993                                                                                      | "Aphrodisia"                                      | —    | 48     | —      | —    | —    | —    | —    | —    | —    | —    | —    | Love Makes No Sense                |
| 1993                                                                                      | "All That Matters to Me"                          | —    | —      | —      | —    | 51   | —    | —    | —    | —    | —    | 67   | Love Makes No Sense                |
| 1993                                                                                      | "Since I've Been Lovin' You"                      | —    | —      | —      | —    | 51   | —    | —    | —    | —    | —    | —    | Love Makes No Sense                |
| 1996                                                                                      | "Let's Get Together"                              | —    | —      | —      | —    | —    | —    | —    | —    | —    | —    | 38   | Lovers Again                       |
| 1997                                                                                      | "Baby Come to Me" (com Cherrelle)                 | —    | —      | —      | —    | —    | —    | —    | —    | —    | —    | 56   | Lovers Again                       |
| 1998                                                                                      | "Lovers Again"                                    | —    | 54     | —      | —    | —    | —    | —    | —    | —    | —    | —    | Lovers Again                       |
| 1998                                                                                      | "Grind"                                           | —    | 83     | —      | —    | —    | —    | —    | —    | —    | —    | —    | Lovers Again                       |
| 1998                                                                                      | "Criticize '98 Mix"                               | —    | —      | —      | —    | —    | —    | —    | —    | —    | —    | 51   | Apenas single                      |
| 2002                                                                                      | "You're Gonna Miss Me"                            | —    | —      | —      | —    | —    | —    | —    | —    | —    | —    | —    | Saga of a Married Man              |
| 2016                                                                                      | "Fake" (com Mamma Freedom)                        | —    | —      | —      | —    | —    | —    | —    | —    | —    | —    | —    | Apenas single                      |
| "—" denota uma gravação que não entrou nas paradas ou não foi lançado naquele território. |                                                   |      |        |        |      |      |      |      |      |      |      |      |                                    |